# Playa de Poniente (La Línea de la Concepción)
La playa de Poniente es una playa de la localidad campogibraltareña de La Línea de la Concepción en Andalucía, España. Esta playa situada en el litoral urbano de la ciudad de La Línea, en la bahía de Algeciras tiene unos 800 metros de longitud y unos 20 metros de anchura media. Esta playa muy transitada está delimitada por el paseo marítimo de la ciudad y limita al este con el puerto. Cuenta con todos los servicios básicos exigibles a una playa urbana, recogida de basuras diaria en temporada de baño, aseos, duchas y acceso para discapacitados así como presencia de equipo de salvamento y policía local.